# Lénaïc Olivier
Pour les articles homonymes, voir Olivier (homonymie).
Lénaïc Olivier, né le 17 novembre 1977 à Meulan, est un coureur cycliste français .

## Palmarès et résultats

### Palmarès par année
- 1997
  - Souvenir Daniel-Fix
- 1998
  - Paris-Mantes-en-Yvelines
  - 3e du Grand Prix de La Londe-les-Maures
- 1999
  - Route de l'Atlantique
  - Manche-Océan
- 2000
  - Grand Prix U
  - Trophée Jean-Jacques Quéré
  - Boucle de l'Artois
  - 4e étape du Tour de Seine-et-Marne
  - 2e du championnat de France sur route amateurs
- 2001
  - 2e étape du Tour de Normandie
  - 3e du Circuit du Brabant wallon
- 2005
  - 3e du Grand Prix International CTT Correios de Portugal

### Classements mondiaux
| Année           | 2005 | 2006 |
| --------------- | ---- | ---- |
| UCI Europe Tour | 287e | 637e |